# Violență Domestică
Violență Domestică (rumänisch: Häusliche Gewalt) ist ein 2004 gegründetes Post-Industrial-Projekt.

## Geschichte
Violență Domestică wurde im Jahr 2004 von dem in Graz lebenden gebürtigen Rumänen Max „Dr.Winter“ Winter als Solo-Musikprojekt initiiert. Das Pseudonym Dr.Winter führt er seit 2002. Den Doktortitel wählte er als Metapher „für das Bedürfnis, Dinge zu erforschen und zu verstehen, die den meisten Menschen banal und unwichtig erscheinen“, den Namen „Winter“ hingegen als Ausdruck von „Apathie, Depression, Melancholie und Kälte“. Der wesentliche Grund für den Namen des Projektes lag in der Herangehensweise als „hausgemachte“ Musik.
Aus einem Bearbeitungsfehler verlor er die Rohdaten seiner ersten Songexperimente, von denen nur Audiodateien übrig blieben, diese siebzehn Audiodateien wurden als erstes Demo Teratogen 1.0  veröffentlicht. Es folgten 2006 die EP A Drama in seven Pieces und 2007 über Arcana Noctis das Split-Album Static Noise Lullabies, an dem neben Violență Domestică die Noise- und Post-Industrial-Projekte Ethodius und Sphere beteiligt waren. Während Winter an seinem Debüt arbeitete, veröffentlichte er weitere EPs, Demos sowie Remixe. Hinzukommend gründete er das Label Teratogen, das eigene Tonträger ebenso wie solche von In the Woods…, Gigan oder Cadaverous Condition veröffentlichte. Bis zum Erscheinen des bereits im September 2008 angekündigten Debütalbums Cephalaea am 11. September 2020 über Aesthetic Death Records vergingen so mehrere Jahre. Im Januar 2013 veröffentlichte Violență Domestică einen Ausschnitt der Studioarbeiten als Video-Teaser für das geplante Album. Allerdings verlor Winter danach das Interesse an eigener Musik und konzentrierte sich auf andere Kunstformen wie die Gestaltung von Albumcovern, Layouts und Musikvideos für unterschiedliche Bands. Im Jahr 2017 beschloss er die Arbeit an dem Song Rendeadvous with Jane Doe wieder aufzunehmen. Im Jahr 2018 wurde das Stück als Download-Single veröffentlicht und als Teil des kommenden Albums angekündigt. Die fünfzehn Stücke des Albums wurden von Greg Chandler in den Priory Recording Studios gemastert. Für das Black Magazin lobte Marco Fiebag das Album mit Verweis auf die entsprechende Musik der frühen 1990er Jahre als „richtiger Geheimtipp für diese seltsamen blassen Typen, die sich immer noch grobkörnige Porno- und Sezierung-VHS-Videos anschauen oder schmuddelige Paperback-Bücher über Serienkiller lesen!“
Ende des Jahres 2020 gestaltete Winter das Cover des Mossadeq-Albums Hospital, zu dem Violență Domestică Intro und Outro beisteuerte. Mossadeq ist ein Projekt des grazil-Records-Inhabers Cle Pecher. Winter und Pecher sahen Gemeinsamkeiten in ihren Aktivitäten und beschlossen aufbauend ein gemeinsames Split-Album von Mossadeq und Violență Domestică über grazil Records und Teratogen zu veröffentlichen. Unter dem Titel Czech/Zerfall erschien das Album am 9. November 2021. Während der Arbeit an Zerfall, dem von Violență Domestică begesteuertem Teil des Album arbeitete Winter an neuen und alten Ideen zur Realisierung des zweiten Albums Despicable. Über einen Zeitraum von etwa zwei Jahren entwickelte er das Album, das erneut von Greg Chandler in den Priory Recording Studios gemastert wurde. Despicable erschien am 1. Juni 2023 über Teratogen in Kooperation mit Aesthetic Death Records und grazil Records als CD und über Teratogen in Kooperation mit grazil Records als 2LP.

## Stil
Der von Violență Domestică gespielte Musikstil ist dem Post-Industrial und Electro zuzuordnen. Die Musik wird als „völlig krankes Amalgam aus Slut Noise, Dark Electro und Metal-Crossover“ beschrieben. Die Musik weise Einflüsse von Projekten wie Skinny Puppy, G.G.F.H., Godflesh und Swamp Terrorists auf. Selbst verwies Winter auf Ministry, Ulver, Laibach und Mike Patton.

„Hypnotisch-verstörende Atmo-Schleicher treffen dabei auf frostige John Carpenter-Horror-Sounds, stampfenden EBM-Beats und monotone Gitarrenriff-Pattern, die mit verzerrten Vocals und jeder Menge obskurer Samples garniert werden. Das ganze atmet dann auch noch mit jeder Pore den herrlichen Charme der frühen 90er Jahre und wäre damals sicher über die Labels Earache, Dreamtime oder Pathological Records veröffentlicht worden.“

## Diskografie
- 2005: Teratogen 1.0 (Demo, Teratogen)
- 2007: A Drama in seven Pieces (EP, Teratogen)
- 2007: Static Noise Lullabies (Split-Album mit Ethodius und Sphere, Arcana Noctis)
- 2008: Room 79 (re-entered) (DVD-Single, Teratogen)
- 2009: Watching you suffer is Fun (EP, Teratogen)
- 2011: Inevitable Course (DVD-Single, Teratogen)
- 2018: Rendeadvous with Jane Doe (Download-Single, Teratogen)
- 2020: Cephalaea (Album, Teratogen/Aesthetic Death)
- 2021: Czech/Zerfall (Split-Album mit Mossadeq, Teratogen/grazil Records)
- 2023: Despicable (Album, Teratogen/Aesthetic Death/grazil Records)